# Hvězdné deníky II.
Hvězdné deníky II. je soubor 11 povídek polského spisovatele Stanisława Lema vydaný v češtině v roce 2000 nakladatelstvím Baronet. Na překladu se podíleli František Jungwirth a Helena Stachová. Některé povídky vyšly v češtině poprvé.
Kniha navazuje na předchozí titul Hvězdné deníky a předkládá další příhody vesmírného cestovatele Ijona Tichého prodchnuté inteligentním humorem. Děj příběhů je sice situován na daleké planety a do budoucnosti, ale tématem jsou problémy rozvoje lidské civilizace. Autor předjímá některé skutečné obtíže, jako například obavy z přechodu počítačových systémů na rok 2000.

## Obsah knihy
- I
- II
- III
- IV
- V: Pračková tragédie (polsky V: Tragedia pralnicza) - vyšla i pod názvem Pračková tragédie.
- Ústav doktora Vliperdia (polsky Zakład profesora Vliperdiusa)
- Doktor Diagoras (polsky Doktor Diagoras)
- Zachraňme vesmír (polsky Ratujmy kosmos)
- Futurologický kongres (polsky Kongres futurologiczny)
- Profesor A. Dounda (polsky Profesor A. Dońda)
- Užitek z draka (polsky Pożytek ze smoka)